# Mickey Simmonds
 (janvier 2025).
Mickey Simmonds (né le 31 janvier 1959 à Chesterfield, Royaume-Uni) est un claviériste britannique, arrangeur, compositeur et producteur. Il est connu pour ses collaborations avec d'autres artistes comme Mike Oldfield, Renaissance, Camel, Fish ou XII Alfonso. Il a également travaillé avec Joan Armatrading, Paul Young, The Rutles, Art Garfunkel, Kiki Dee, Mastermind, John Coghlan's Diesel Band, Elkie Brooks, Judie Tzuke, Imagination, Bucks Fizz, Jennifer Rush, The Bonzo Dog Doo-Dah Band, et d'autres encore.
Mickey Simmonds a entretenu une longue relation avec Neil Innes, marquant une collaboration sur le projet parodique The Rutles (incluant tous les arrangements sur Archaelogy en 1996), ainsi que pour Bonzo Dog Doo-Dah Band, pour lesquels l'album "Pour l'Amour des Chiens" a été co-produit par Simmonds & Innes.
Simmonds a sorti plusieurs albums solo dont The Shape of Rain (1996) et The Seven Colours of Emptiness (2009). Un nouvel album solo nommé simplement "Mickey Simmonds 3" est attendu courant de l'année 2021.

## Discographie

### Discographie solo
- The Shape of Rain (1996)[1]
- Variations On Melodies of Mike Oldfield (2000)[2] (pas de label, uniquement sorti par l'auteur)
- The Seven Colours of Emptiness (2009)[3]
- Mickey Simmonds 3 (2021) - à paraître

### En tant que producteur
Mickey Simmonds est également producteur d'albums librement inspiré de la trilogie Le Seigneur des anneaux de J. R. R. Tolkien.
Cette trilogie a fait l'objet de l'enregistrement de trois albums, pour lesquels Simmonds n'est pas crédité sur le premier opus. Il l'est cependant pour les seconds et troisième volets, dont il est également le compositeur principal.
- Lord of the Rings (The Two Towers) - Music Inspired By The J.R.R Tolkien Classic (2002)[4]
- Lord of the Rings (The Return of the King) - Music Inspired By The J.R.R Tolkien Classic (2004)[5]

Le premier volet de la trilogie (The Fellowship of the Ring) est quant à lui composé par Howard Shore, auteur de la bande originale du film "Le Seigneur des anneaux - La Communauté de l'Anneau" réalisé par Peter Jackson.

## Collaborations artistiques
En tant que compositeur et musicien (studio et tournée), Mickey Simmonds est crédité sur un nombre significatif d'albums de différents artistes.

### Mike Oldfield (1983-1993)
En tant que musicien de studio, Simmonds joue sur deux albums de Mike Oldfield[source secondaire souhaitée] :
- Islands (1987)
- Heaven's Open (1991)

Il apparaît aussi sur la compilation The Complete Mike Oldfield[source secondaire souhaitée], et a participé aux tournées en live avec ce dernier entre 1983 et 1993[source secondaire souhaitée].

### Fish (1990-1999)
Lors des débuts de la carrière solo de Fish (qui quitte alors Marillion), Mickey Simmonds collabore à la composition et à l'accompagnement musical de ses premiers albums :
- Vigil in a Wilderness of Mirrors[8] (1990)
- Internal Exile (1991)[9],[10], pour lequel il est crédité en tant que co-auteur de tous les morceaux

Mickey Simmonds accompagne Fish pendant les tournées de concert qui suivent la sortie de ces deux albums. Fish le décrit comme le "directeur musical" de ses premières années en solo[source secondaire souhaitée].
Il quitte Fish en 1992, mais le rejoint à nouveau pendant le tournée qui assure la promotion de l'album "Sunsets on Empire" (1997). Il co-écrit ensuite deux titres et joue sur trois titres de l'album "Raingods with Zippos" (1999),

### Camel (1992-1996)
Mickey Simmonds a également collaboré avec le groupe historique anglais Camel, pour lequel il a accompagné la tournée qui a suivi l'album Dust and Dreams (1992), remplaçant ainsi au pied levé Ton Scherpenzeel qui avait joué les claviers lors de l'enregistrement de l'album. L'enregistrement de ces performances apparait sur l'album live du groupe, Never Let Go (1993).
Il est également crédité sur l'album Harbour of Tears du groupe, sorti en 1996.
L'envergure du groupe avec ses longues tournées étant devenue incompatible avec sa vie de famille, Mickey Simmonds quitte alors le groupe, où il est remplacé aux clavier par Foss Patterson.

### Renaissance (2001)
Pour le groupe anglais Renaissance, Mickey Simmonds apparaît sur l'album Tuscany (2001), et sur le live In the Land of the Rising Sun: Live in Japan (2002)[source secondaire souhaitée].

### XII Alfonso (1996-2012)
Mickey Simmonds a également collaboré en tant qu'invité du groupe français XII Alfonso, originaire de Bordeaux, sur les albums suivants :
- The Lost Frontier (1996)
- Odyssées (1999)
- Claude Monet vol.2 1884-1904 (2005)[17]
- Charles Darwin (2011)[18],[19]